# NHK総合テレビ火曜夜7時30分枠のアニメ
NHK総合テレビ火曜夜7時30分枠のアニメとは、NHK総合テレビジョンにて毎週火曜19:30-20:00にて放送されていたテレビアニメの作品一覧である。

## 概要
1978年4月改編にて新設された。その第1作となる「未来少年コナン」はNHKが放映した最初の国産セルアニメーションとなった。
「未来少年コナン」を含むその後に放送された作品は、いずれも海外の文学作品がモチーフとなり、特に第3作「ニルスのふしぎな旅」は大人気作品となった。
1985年春の改編でいったん廃枠。1992年4月改編で7年ぶりに再開となるも、1993年度の大幅改編でアニメ枠は土曜夕方18:10-18:40枠へ移動した。

## 作品一覧
第1期
- 未来少年コナン（原案：アレグザンダー・ケイ作『残された人びと（The Incredible Tide）』）（アニメーション制作：日本アニメーション）：1978年4月4日 - 1978年10月31日（全26話)
- キャプテン・フューチャー（原案：エドモンド・ハミルトン作『キャプテン・フューチャー（Captain Future）』）（アニメーション制作：東映動画）：1978年11月7日 - 1979年12月18日（全53話)
- ニルスのふしぎな旅（原案：セルマ・ラーゲルレーヴ作『ニールスのふしぎな旅（Nils Holgerssons underbara resa genom Sverige）』）（アニメーション制作：スタジオぴえろ）：1980年1月8日 - 1981年3月17日（全52話)
- 名犬ジョリィ（原案：セシル・オーブリー作『アルプスの村の犬と少年（Belle et Sébastien）』）（アニメーション制作：ビジュアル80）：1981年4月7日 - 1982年6月22日（全52話)
- 太陽の子エステバン（原案：スコット・オディール作『黄金の七つの都市（The King's Fifth）』）（アニメーション制作：スタジオぴえろ）：1982年6月29日 - 1983年6月7日（全39話)
- 子鹿物語 THE YEARLING（原案：マージョリー・キナン・ローリングス作『子鹿物語（The Yearling）』）（アニメーション制作：ビジュアル80）：1983年11月8日 - 1985年1月29日（全52話)

第2期
- お〜い!竜馬（原作：武田鉄矢&小山ゆう）（アニメーション制作：アニメーション21）：1992年4月7日 - 1993年3月30日（全39話)